# 加琳娜·乌斯特沃尔斯卡娅
加琳娜·伊万诺芙娜·乌斯特沃尔斯卡娅（俄语：Гали́на Ива́новна Уство́льская，羅馬化：Galina Ivanovna Ustvolskaya，1919年6月17日—2006年12月22日），苏联-俄罗斯作曲家。曾随肖斯塔科维奇学习。肖斯塔科维奇与她有超越一般师生的情感关系。音乐风格带有先锋派的某些特征，但个人特色很强，尤其以单调、强烈、坚硬的节奏感和敲击感著称，被称为“铁锤娘子”（ "the woman with the hammer"）。代表作包括五部交响曲、六首钢琴奏鸣曲等。